# 충분히 좋은 부모
충분히 좋은 엄마(Good enough mother) 혹은 충분히 좋은 부모(Good enough parent)는 도널드 위니컷(Donald Winnicott)의 저서에서 나온 개념으로, "정상적인 엄마들의 건전한 본능 ... 안정적이고 건강한 가족(the sound instincts of normal mothers...stable and healthy families)"이라고 그가 말한 것을 지지하는 근거를 제공하려는 것이었다.
"보통의 좋은 엄마 ... 헌신하는 엄마(ordinary good mother...the devoted mother)"라는 그의 주장을 지지하는 것의 확장판으로서, 충분히 좋은 엄마라는 개념은 위니컷이 보기에 전문 지식으로부터 가족 안으로 점점 침투해 들어오는 위협으로부터 보통의 엄마와 아빠를 옹호하고, '좋은 대상(good object)'과 '좋은 엄마(good mother)'라는 클라인학파의 표현으로 구축된 이상화(idealisation)의 위험을 상쇄하기 위하여 고안한 것으로, 이를 위해 그는 엄마가 아이에게 제공하는 실제 양육 환경을 강조한다.

## 환멸
충분히 좋은 엄마 혹은 부모의 핵심 기능은, 자랄수록 점점 커져 가는 엄마와 세상에 대한 아이의 환멸(disillusionment)을 허락하는 필수적인 배경을 제공하면서도, 아이의 삶에 대한 열망과 자기 안팎의 현실을 수용하는 능력을 파괴하지 않는 것이다. 삶에 대한 필수적인 환멸과 함께 아이의 분노와 좌절을 그대로 살려둠으로써, 엄마는 아이가 현재 진행중이며 보다 현실적인 기반 위에서 그러한 환멸, 분노, 좌절을 이해할 수 있게 한다. 위니컷이 언급하였듯, 그것은 자식이 "전능의 상실이라는 거대한 충격을 다룰(cope with the immense shock of loss of omnipotence)" 수 있도록 하는 "충분히 좋은 환경적 제공(the good-enough environmental provision)"인
것이다. 이러한 제공을 하지 못하면, 가족간 상호작용은 공상의 유대(fantasy bond)에 기반을 두게 되고, 거짓자기(false self)를 조성하고 충분히 좋은 엄마가 제공하는 정서적 성장(emotional growth)이 진행하도록 독려하면서 계속 발달하는 능력을 거세하는 진실한 관계로부터의 후퇴(retreat from genuine relationship)가 나타난다.

## 같이 보기
- 도널드 위니컷
- 애착이론
- 참자기와 거짓자기